# Strmna Gora

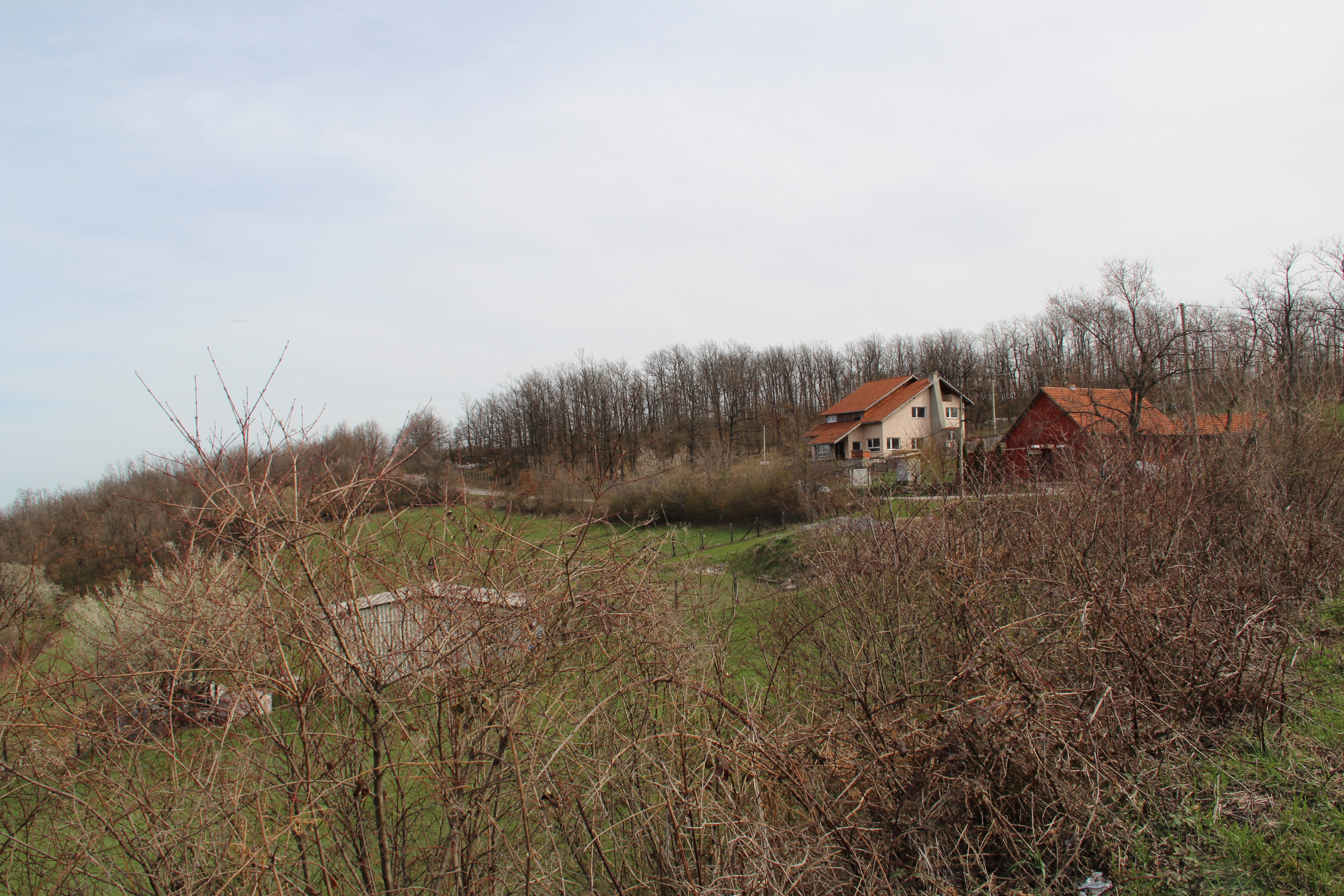
Strmna Gora - Panorama
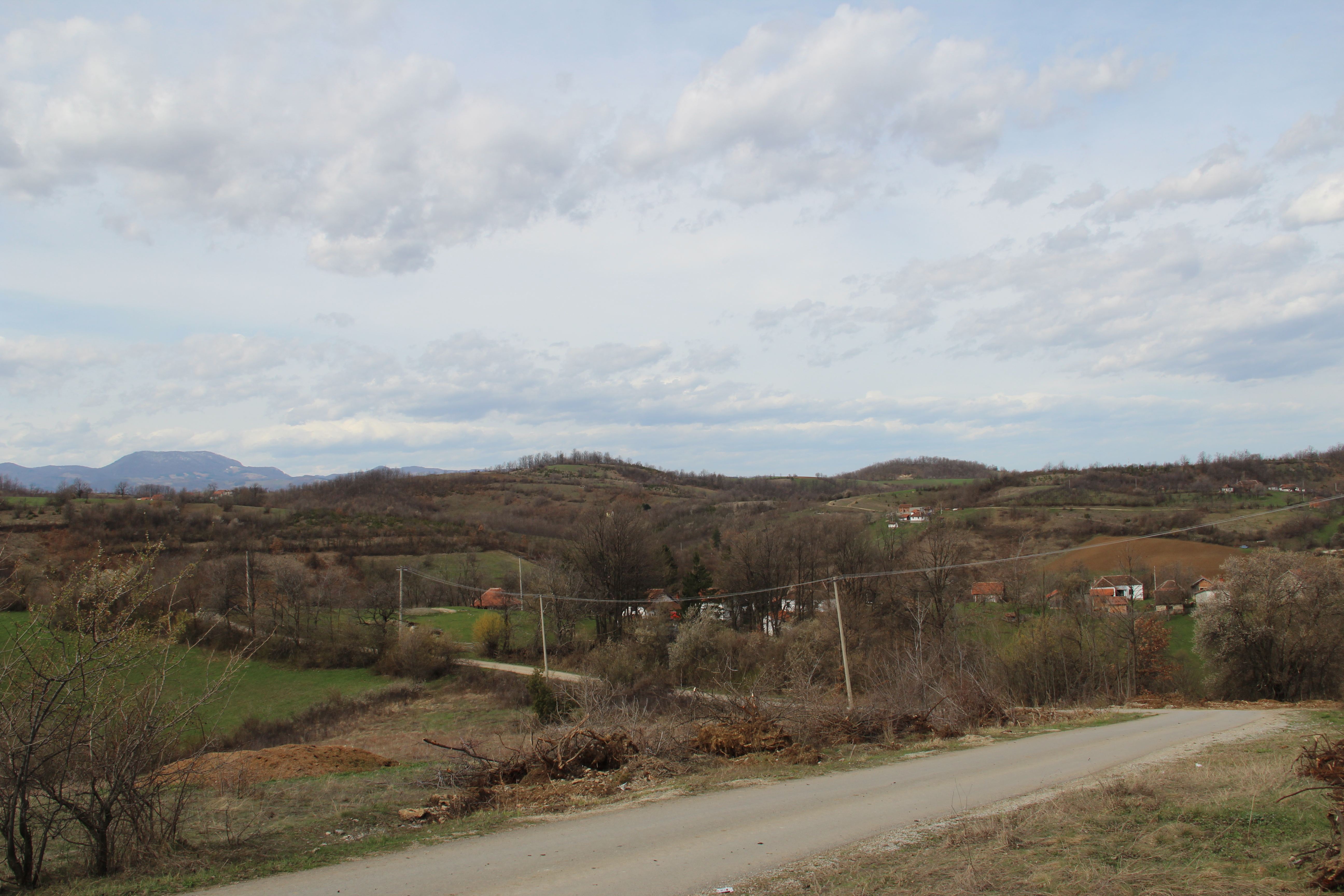
Strmna Gora - Panorama
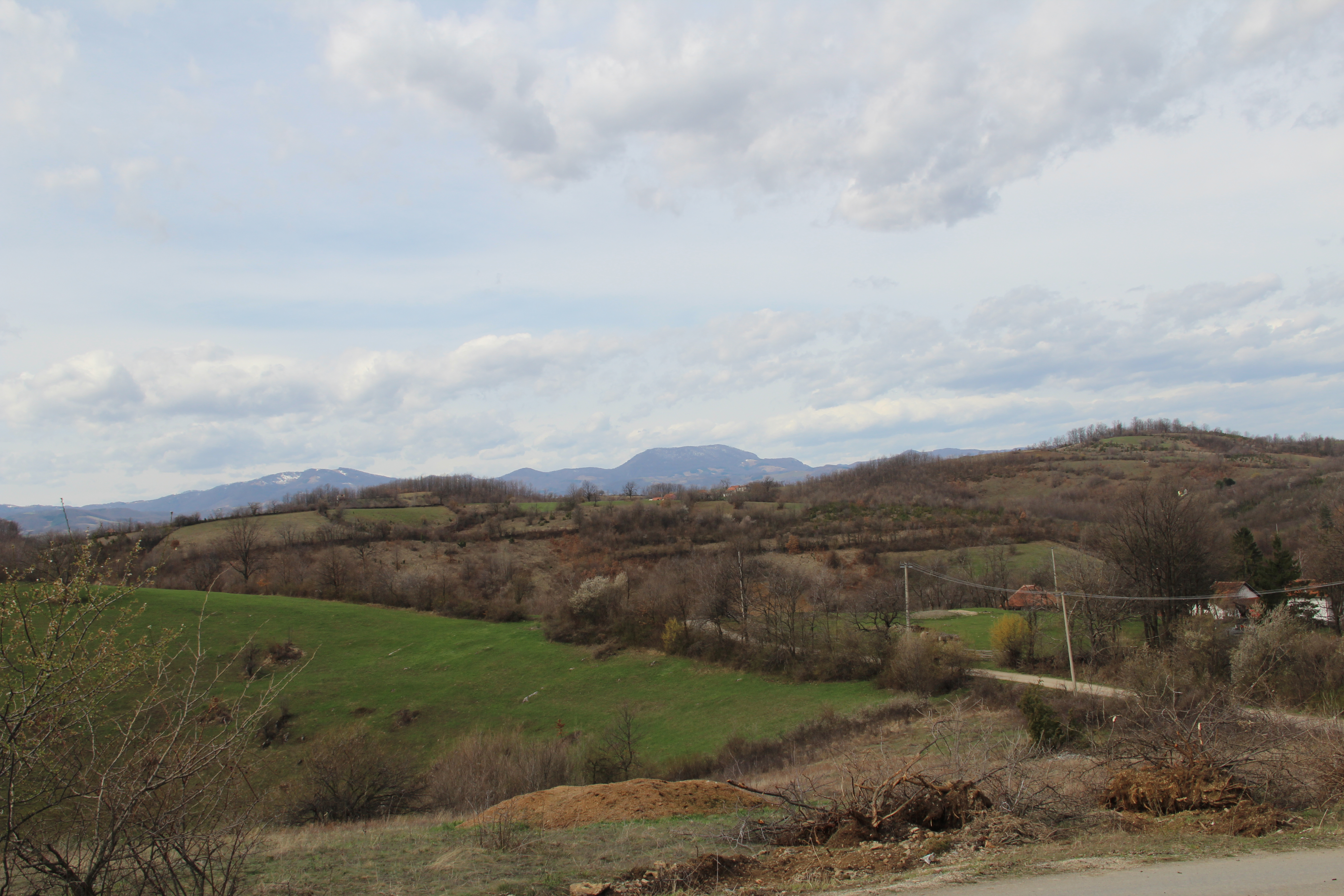
Strmna Gora - Panorama
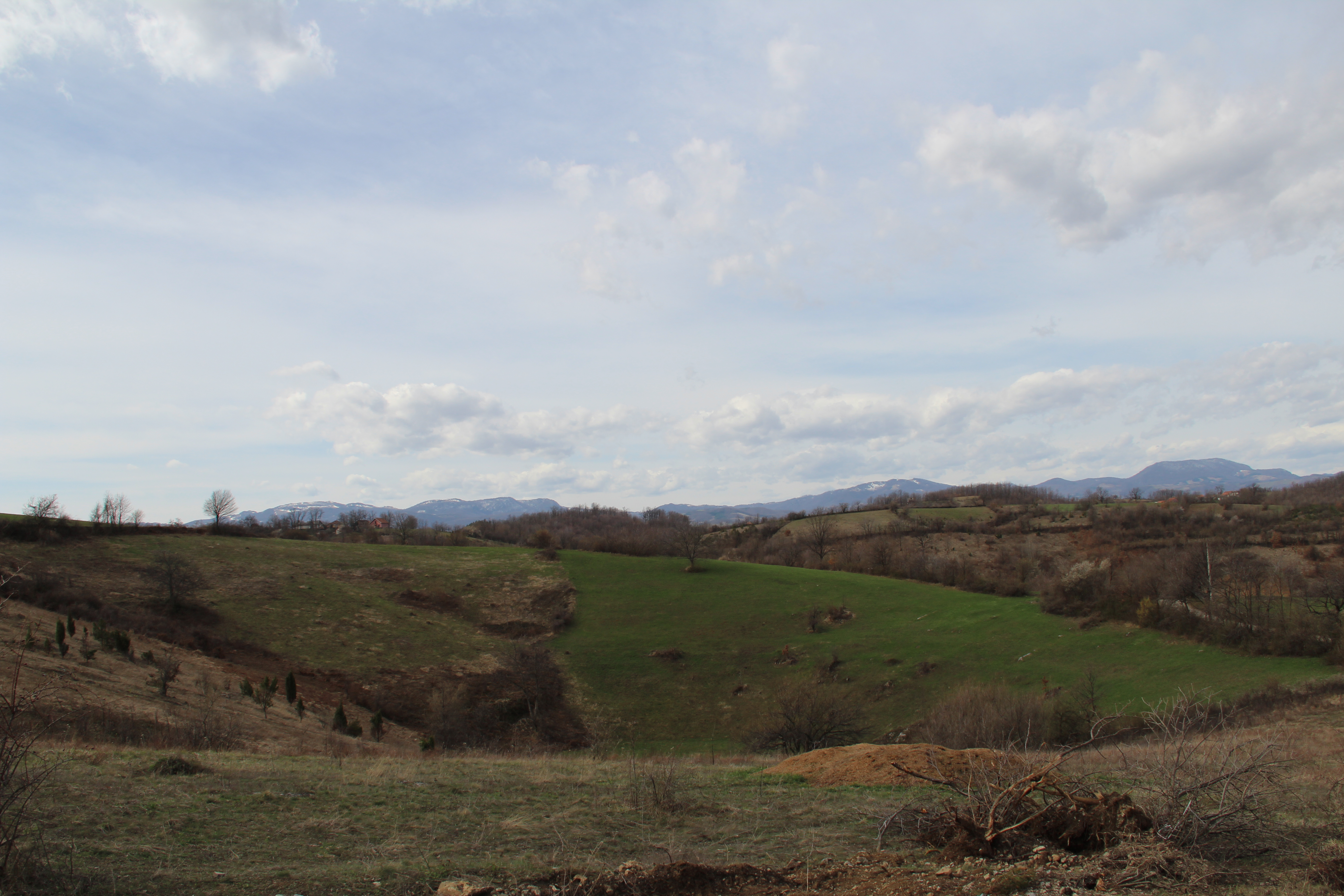
Strmna Gora - Panorama
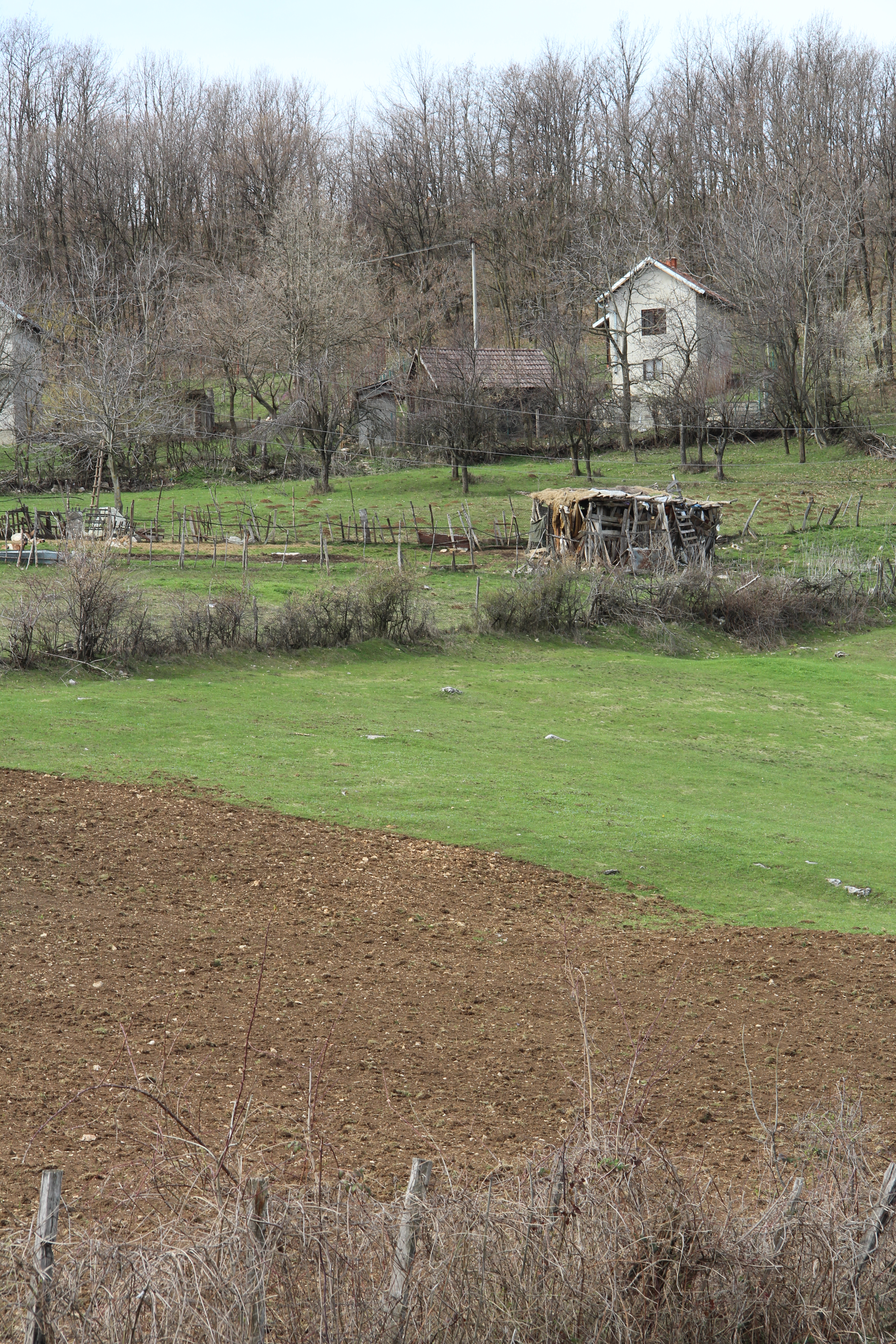
Strmna Gora - Panorama

Strmna Gora (em cirílico: Стрмна Гора) é uma vila da Sérvia localizada no município de Valjevo, pertencente ao distrito de Kolubara. A sua população era de 132 habitantes segundo o censo de 2011.

## Demografia
| 1948 | 1953 | 1961 | 1971 | 1981 | 1991 | 2002 | 2011 |
| ---- | ---- | ---- | ---- | ---- | ---- | ---- | ---- |
| 335  | 346  | 327  | 270  | 230  | 190  | 166  | 132  |